# Großberghausen (Hückeswagen)
Großberghausen ist eine Ortschaft in Hückeswagen im Oberbergischen Kreis im Regierungsbezirk Köln in Nordrhein-Westfalen (Deutschland).

## Lage und Beschreibung
Großberghausen liegt im östlichen Hückeswagen oberhalb der Bevertalsperre. Nachbarorte sind Kleinberghausen, Schmitzberg, Busche, Tannenbaum, Hartkopsbever, Käfernberg und Reinshagenbever. Der Ort liegt an der Kreisstraße K12 zwischen Mickenhagen und dem Damm der Bevertalsperre.

## Geschichte
Der Ort wurde 1484 das erste Mal in Kirchenrechnungen als Berchusen urkundlich erwähnt. In der Karte Topographia Ducatus Montani aus dem Jahre 1715 ist der Hof als Berghusen eingezeichnet.
Im 18. Jahrhundert gehörte der Ort zum bergischen Amt Bornefeld-Hückeswagen. 1815/16 lebten 31 Einwohner im Ort. 1832 war Großberghausen Titularort der Berghauser Honschaft an, die ein Teil der Hückeswagener Außenbürgerschaft innerhalb der Bürgermeisterei Hückeswagen war. Der laut der Statistik und Topographie des Regierungsbezirks Düsseldorf als Weiler kategorisierte Ort besaß zu dieser Zeit vier Wohnhäuser und vier landwirtschaftliche Gebäude. Zu dieser Zeit lebten 53 Einwohner im Ort, 13 katholischen und 40 evangelischen Glaubens.
Im Gemeindelexikon für die Provinz Rheinland werden für 1885 sieben Wohnhäuser mit 76 Einwohnern angegeben. Der Ort gehörte zu dieser Zeit zur Landgemeinde Neuhückeswagen innerhalb des Kreises Lennep. 1895 besitzt der Ort sieben Wohnhäuser mit 67 Einwohnern, 1905 sieben Wohnhäuser und 52 Einwohner.

## Freizeit
Bei Großberghausen befinden sich die umfangreichen Anlagen der Campingplätze am Ufer der Bevertalsperre. An einer Gaststätte am Ufer befindet sich ein überregional bekannter Motorradtreff.

### Sport
Großberghausen ist Anlaufstelle für vielfältige Wassersportaktivitäten an der Bevertalsperre, wie Schwimmen, Tauchen, Angeln, Bootsfahren und Segeln.

### Wander- und Radwege
Folgende Wanderwege führen durch den Ort oder an ihm vorbei:
- Die SGV-Hauptwanderstrecke X28 (Graf-Engelbert-Weg) von Hattingen nach Schladern/Sieg
- Der Bezirkswanderweg ◇6 (Wupperweg) des SGV-Bezirks Bergisches Land
- Die Straße der Arbeit des SGV-Bezirks Bergisches Land
- Der Hückeswagener Rundweg ◯